# Val McDermid
Val McDermid (Kirkcaldy, 4 de junio de 1955) es una escritora británica conocida por la serie de novelas de intriga Wire in the Blood. Dicha serie está protagonizada por su personaje más famoso, el doctor Tony Hill.

## Biografía
McDermid procede de Kirkcaldy, Fife, y fue educada en el St Hilda's College, de Oxford, donde fue la primera alumna procedente de una escuela estatal de Escocia, la Kirkcaldy High School, y se convirtió en presidenta de la Junior Common Room. Después de graduarse, se dedicó al periodismo y trabajó brevemente como dramaturga. Su primer éxito como novelista, Report for Murder: The First Lindsay Gordon Mystery, no apareció hasta 1987.
La Universidad de Sunderland le concedió a McDermid un doctorado honorífico en 2011.
Es la cofundadora del festival de novela policíaca más grande del mundo, que tiene lugar en Harrogate, se trata del festival "Theaktons Old Peculier Crime Writing".

## Obra
Los protagonistas de las tres series de novelas de McDermid son una periodista, Lindsay Gordon; un investigadora privada, Kate Brannigan; y un psicólogo clínico, Tony Hill, quién sufre una disfunción sexual. La serie de novelas protagonizadas por Tony Hill y Carol Jordan comenzó en 1995 con la primera entrega, "El canto de las sirenas" y ganó el premio Gold Dagger de la Crime Writers' Association a la mejor novela criminal del año. La serie Hill/Jordan fue adaptada para televisión con el nombre Wire in the Blood y fue protagonizada por Robson Green y Hermione Norris como Carol Jordan.
Val McDermid ha reconocido que Jacko Vance, presentador de TV con una secreta afición por la tortura, el asesinato y las chicas menores de edad (personaje que apareció en "El alambre en las venas" y en otras dos novelas posteriores de la serie) fue inspirado por su propia experiencia al entrevistar a Jimmy Savile. La novela favorita de McDermid es Matar a un ruiseñor, de Harper Lee.[cita requerida]
McDermid considera que su trabajo forma parte del género de novela policial escocés llamado Tartan Noir". In addition to writing novels, McDermid contributes to several British newspapers and often broadcasts on BBC Radio 4 and BBC Radio Scotland.
Sus novelas, en particular la serie de Tony Hill, son famosas por sus gráficas descripciones de violencia y tortura.

## El ataque con tinta
El 6 de diciembre de 2012, McDermid fue atacada por un agresor que derramó tinta sobre la autora durante un evento en la Universidad de Sunderland, en el noreste de Inglaterra. McDermid acababa de terminar una conferencia pública y llevaba a cabo una sesión de firma de libros cuando una mujer de unos sesenta años con una peluca rubia y sombrero, le pidió a McDermid que firmase un anuario de Top of the Pops con una foto en la portada del presentador de TV Jimmy Savile. Cuando McDermid se negó, la mujer tiró tinta sobre ella y salió corriendo de la sala.
McDermid declaró que ese incidente no impediría que asistiese a otros eventos de firma de libros porque, como comunicó en un periódico local, "He estado haciéndolo durante 25 años y nunca me ha pasado nada parecido. Esto no puede disuadirme de asistir a firmas de libros, porque la inmensa mayoría de la gente que viene a mis eventos son lectores inteligentes." McDermid también dejó claro que no responsabilizaba a la Universidad de Sunderland por el ataque, declarando que: "Se esforzaron mucho por preparar el evento y no se les puede achacar ninguna culpa".
El 29 de diciembre, la policía de Northumbria anunció que habían detenido a una mujer de 64 años procedente de Hendon, en relación con el ataque. La mujer fue detenida bajo sospecha de agresión y más tarde fue puesta bajo fianza mientras proseguía la investigación. En abril de 2013, el Sunderland Echo publicó el nombre de la detenida, Sandra Botham. Se hizo público que había sido inculpada de agresión, la mujer negó los cargos y fue sometida a un juicio de dos días que comenzó el 8 de julio de 2013. Botham fue declarada culpable de agresión el 10 de julio de 2013. Botham recibió una condena de doce meses de trabajos comunitarios bajo supervisión y tuvo que pagar dos multas por compensación de daños, una de 50 libras y otra de 60. También se le impuso una orden de alejamiento que le prohíbe contactar con McDermid por un período indefinido de tiempo. Tras el juicio, el periódico Northern Echo publicó que la agresión de Botham fue motivada por un libro de no-ficción que escribió McDermid en 1994 A Suitable Job for a Woman, y que Botham declaraba que el libro contenía un pasaje que los denigraba a ella y a su familia.

## Vida privada
McDermid ha declarado ser homosexual. Ella y su expareja comparten la custodia de su hijo, Cameron, concebido por la ex de McDermid a través de inseminación artificial. McDermid vive en Mánchester y Northumberland y tiene tres gatos y un perro border terrier. La autora considera que la costa de Northumberland es "uno de los lugares más hermosos del mundo."
McDermid ha declarado estar a favor de la campaña del "Sí" por la independencia de Escocia.
McDermind visitó recientemente el Tour Estadio Omnilife y se declaró fan de Chivas.
https://web.archive.org/web/20151212062848/http://www.estadioomnilife.com.mx/museo

### Serie Lindsay Gordon
- Report for Murder (1987)
- Common Murder (1989)
- Final Edition (1991)
- Union Jack  (1993)
- Booked for Murder (1996)
- Hostage to Murder (2003)

### Serie Kate Brannigan
- Dead Beat (1992)
- Kick Back (1993)
- Crack Down (1994)
- Clean Break (1995)
- Blue Genes (1996)
- Star Struck (1998)

### Serie Tony Hill y Carol Jordan
- El canto de las sirenas (1995)
- El alambre en las venas (1997)
- La última tentación (2002)
- The Torment of Others (2004)
- Bajo la mano sangrienta (2007)[18]
- Fever of the bone (2009)
- The Retribution (2011)
- Cross and Burn (2013)
- Splinter the Silence (2015)
- Insidious Intent (2017)

### Inspectora Karen Pirie
- Un eco lejano (2003)
- Un territorio oscuro (2008)
- The Skeleton Road (2014)
- Out of Bounds (2016)
- La primera piedra (2018)
- Still Life (2020)

### The Austen Project
- Northanger Abbey (2014)

### Otros libros
- The Writing on the Wall (1997); relatos cortos, edición limitada de 200 copias
- Un lugar de ejecución (1999)
- Killing the Shadows (2000)
- Stranded (2005); relatos cortos
- Delito en la piel (2006)
- Cuerpo tatuado (2006)
- Trick of the Dark (2010)
- The Vanishing Point (2012)

### Libros infantiles
- My Granny is a Pirate (2012)[19]

### No ficción
- A Suitable Job for a Woman (1994)
- Bodies of Evidence (2014)